# Bataille de la Tannerie (19 janvier 1793)
Pour les articles homonymes, voir Bataille de la Tannerie.
Révolution haïtienne
Batailles
Insurrections (1791-1793)
- Bois-Caïman
- Croix-des-Bouquets
- Morne Pelé
- 1re La Tannerie
- Port-au-Prince
- Le Cap-français

Interventions espagnoles et britanniques (1793-1798)
- 2e La Tannerie
- Marmelade
- Saint-Michel-de-l'Attalaye
- Ennery
- 3e La Tannerie
- Fort-Dauphin
- 1re Tiburon
- L'Acul
- La Bombarde
- 2e Tiburon
- Les Gonaïves
- Port-Républicain
- 1re Dondon
- Massacre de Fort-Dauphin
- Saint-Marc
- Léogane
- Saint-Raphaël
- Trutier
- 3e Tiburon
- 1re Verrettes
- Grande-Rivière
- Mirebalais
- Las Cahobas
- 2e Verrettes
- Petite-Rivière
- 2e Dondon
- 1re Les Irois
- Jean-Rabel
- 2e Les Irois

Guerre des couteaux (1799-1800)
- Jacmel

Expédition de Saint-Domingue (1802-1803)
- La Ravine-à-Couleuvres
- Kellola
- Plaisance
- La Crête à Pierrot
- Noyades du Cap-Français
- Port-au-Prince
- Vertières
- Massacres de 1804 en Haïti

La bataille de La Tannerie a lieu le 19 janvier 1793 pendant la révolution haïtienne. Elle s'achève par la victoire des républicains qui s'emparent du camp de la Tannerie, près de Dondon.

## Prélude
Début janvier 1793, le commissaire Sonthonax donne l'ordre au général Lavaux de marcher contre Jean-François et Georges Biassou qui occupent plusieurs camps dans la région montagneuse située entre Limbé et Marmelade. Le camp de La Tannerie en particulier, situé entre Dondon et Grande-Rivière, est fortifié depuis plusieurs mois par l'armée de Toussaint Louverture,. 
D'après le rapport du général Lavaux, le grand chemin conduisant au fort de La Tannerie est fermé par une double porte à huit pieds d'éloignement l'une de l'autre et la première porte est doublée en cuivre. Un large fossé se situe d'un côté du camp afin d'y faire entrer l'eau de la rivière. De l'autre côté, un fossé monte jusqu'au milieu du morne, garni par une palissade épaisse. Plusieurs batteries d'artillerie sont placées sur une plateforme à mi-morne, protégées par un bastingage. Des ingénieurs blancs faits prisonniers avaient été contraints de diriger les travaux de fortification. De son côté, le médecin Michel Étienne Descourtilz décrit le fort ainsi : « Le camp de la Tannerie, adossé à un morne qui en défendoit les approches par derrière, étoit environné d'un double et large fossé plein d'eau, et d'une palissade à deux rangs, dont les pieux n'étoient rien moins que des arbres entiers, sciés et aiguisés par un bout, et fichés en terre les uns contre les autres; une batterie de canons étoit établie sur un monticule qui se trouvoit au centre des retranchemens, et balayoit tous les environs ».

## Forces en présence
Le corps des volontaires à cheval, constitué majoritairement de jeunes royalistes, les « petits blancs » de Saint-Domingue et les libres de couleurs se montrent tous réticents à participer à l'expédition, aussi Lavaux se retrouve réduit à organiser cette campagne principalement avec les troupes venues de France.
Trois colonnes sont mises en mouvement,. La première, dite de l'Ouest no 1 et commandée par de Nully, lieutenant-colonel du 84e régiment d'infanterie, doit partir de Marmelade. La deuxième, dite de l'Ouest no 2 et commandée par Desfourneaux, lieutenant-colonel d'un bataillon de volontaires du Pas-de-Calais, occupe Ouanaminthe. Lavaux prend lui-même la tête de la troisième colonne, forte de 225 hommes de ligne, 45 dragons, 331 fantassins et 122 cavaliers de la troupe franche des volontaires du Cap, commandés respectivement par les planteurs Dessources et de Russy, et six canons.
Le camp de la Tannerie est alors défendu par plusieurs milliers d'insurgés commandés par Georges Biassou et son second, Toussaint Louverture,. Jean-François occupe quant à lui le camp Piveteau, situé non loin de celui de la Tannerie, mais il ne fait aucun mouvement pour venir en aide à Biassou.

## Déroulement
Le 14 janvier, la colonne de Lavaux se met en marche depuis Le Cap-Français. Dans un premier temps, elle s'empare des habitations Bérard et Langardière, puis du morne à Mouton, du morne du Grand-Pré et du camp du morne Milot, que les insurgés livrent aux flammes,. Le lendemain, le 18 ou le 19 janvier, la colonne attaque le camp de La Tannerie. L'assaut est lancé par trois détachements menés par Dubuisson, à la tête des volontaires du Cap, le lieutenant-colonel Desprès, du 41e régiment d'infanterie, et Degouttes, ancien officier au régiment Royal-Auvergne.
Les républicains s'emparent d'un petit morne dominant la Tannerie, puis ils se précipitent sur les retranchements. Les soldats franchissent les fossés et escaladent la palissade. Un jeune dragon parvient à ouvrir la première porte de l'enceinte à la cavalerie. Biassou ne cherche alors pas à défendre la deuxième enceinte et prend la fuite,. Après un combat de plusieurs heures, le camp de la Tannerie est pris et les républicains hissent le drapeau tricolore en haut des remparts,.
Dans ses mémoires, le général François Joseph Pamphile de Lacroix estime que « des hommes plus habiles que des esclaves eussent été parfaitement à l'abri d'un coup de main dans le camp de la Tannerie; mais à la vue des troupes du général de Laveaux les bandes de Biassou se laissèrent forcer par la terreur; elles se sauvèrent selon leur coutume, et ne furent point entamées, parce que le terrain était tellement hérissé d'obstacles qu'on ne put entrer dans leur camp qu'un à un ».
Les rebelles se replient sur Dondon et Grande-Rivière,. Une arrière-garde de 600 hommes menée par Toussaint couvre la retraite des troupes de Biassou. De Russy se lance à la poursuite des fuyards jusque dans la plaine de Grande-Rivière.

## Pertes
Les pertes des insurgés auraient été lourdes, tandis que celles des républicains sont de neuf morts et seize blessés. Les rebelles abandonnent également, selon les sources, 14, 15 ou 17 canons, dont deux de vingt-quatre livres.

## Suites
Par la suite, Lavauxs'empare du camp Piveteau. Dans ses mémoires, Pamphile de Lacroix rapporte que « Jean-François, leur chef suprême, qui s'y trouvait en personne, eût à peine le temps de fuir de l'habitation Pivoteaux, où il avait établi son quartier-général. Ses hordes, frappées de l'apparition spontanée des troupes, ne surent pas trouver le temps de mettre le feu aux canons : elles partirent à la débandade en poussant des cris affreux; une vingtaine de fuyards furent atteints, entre autres un mulâtre libre, nommé Coco-Laroche, paré de la croix de Saint-Louis, et revêtu de l'uniforme de maréchal des camps et armées du roi, dont il usurpait le titre. Le général de Laveaux lui fit casser la tête, ainsi qu'aux autres prisonniers ».
Le 25, la colonne de Nully s'empare de Dondon, que Jean-François abandonne pour se retirer sur Vallières. Nully occupe huit autres positions, ne rencontrant une forte opposition qu'au camp du Petit-Thouars.
Le 12 février, Lavaux, malade, est contraint de retourner au Cap, mais il laisse plusieurs garnisons pour tenir les positions conquises.
D'après Pamphile de Lacroix, à l'issue de la campagne, des milliers d'insurgés viennent faire leur soumission : « La terreur se mit dans la révolte. Sur le simple avis qu'on fit circuler d'une amnistie, les insurgés vinrent par milliers demander grâce; parmi eux se trouvaient des anciens libres que les blancs furieux voulaient immoler; mais qui recevaient accueil et protection des hommes de couleur placés auprès du général de Laveaux. Ce général, à l'imitation des commissaires, leur montrait une confiance illimitée ».